# Moita do Norte
Moita do Norte era una freguesia portuguesa del municipio de Vila Nova da Barquinha, distrito de Santarém.

## Historia
Fue suprimida el 28 de enero de 2013 al pasar a formar parte de la freguesia de Vila Nova da Barquinha, en aplicación de una resolución de la Asamblea de la República portuguesa promulgada el 16 de enero de 2013.